# Минко Неволин
Минко Савов Петков – Неволин е български революционер, поет, драматург и писател. Летописец на Преображенското въстание. Член на Съюза на българските писатели.

## Биография
Роден е през 1881 година в град Карнобат. Отначало учи в родния си град, а по-късно в Сливен. Завършва гимназия в Русе (1905) и учителства две години в селата Шабанкъра (днес Загорци) и Орханкьой (днес Малина). Чете руска литература и попада под влияние на анархизма. По-късно отказва да даде клетва за вярност на княза и отечеството, поради което е уволнен от работа като учител. През 1902 г. заминава за София и издава първата си стихосбирка „Вълните на живота“. Тук той се среща с Гоце Делчев, който оказва решаваща роля в бъдещата му творческа и революционна дейност. Така Минко Неволин се включва в македоно-одринското революционно движение. Участието в организационна обиколка на четата на Делчо Коцев в Македония. Разболява се и се завръща в родния си Карнобат.
Укрепнал здравословно, на следващата пролет (1903 г.) той заминава за Бургас. Среща се с Михаил Герджиков и Георги Минков, които уреждат заминаването и включването му в четата в село Алан Кайряк (днес Ясна поляна). Още същия ден, облечени в четнически дрехи и въоръжени, четниците предвождани от войводата Кръстю Българията потеглят за Петрова нива. Участва на конгреса на Петрова нива, където е охрана. Отначало Неволин попада в четата на Пеню Шиваров, който е избухлив по характер, което не му се нрави. По-късно се прехвърля в четата на войводата Петър Ангелов. В навечерието на въстанието (4 август) четата на Петър Ангелов и четата на Цено Куртев решават да нападнат турски отряд, пребиваващ в село Маджура, с цел да се снабдят с необходимите за въстанието боеприпаси и оръжие. Четниците успяват да обезвредят врага с минимални загуби. В тази битка Минко Неволин е ранен в крака. По-късно заедно с други ранени и болни четници се връща с конвой в България. Неговото участие приключва преди края на въстанието.
Следва в Софийския университет, без да завърши. Чиновник е в Генералната банка (1909 – 1930), откъдето е уволнен за убежденията си. По-късно работи в дирекция Храноизнос (1930 – 1943). Сътрудничи на списанията „Общо дело“, „Мисъл“, „Демократически преглед“, „Българска сбирка“ и много други.
Умира на 13 септември 1972 година в София.

## Литературни творби
- „Вълните на живота“ (стихове, 1902);
- „Стихотворения“ (1903);
- „Акорди на меланхолията“ (стихове, 1919);
- „Палми в пустинята“ (стихове, 1923);
- „Старинни вази“ (стихове, 1924);
- „Братче и сестрица“ (приказка в стихове, 1926);
- „Слънцето на Багдад“ (поеми, 1931);
- „Хайдути“ (драма, 1932 г.);
- „Да спи зло под камък“ (драма, 1933),
- „Сребърни зрънца“ (стихове, 1933);
- „Бели шатри“ (стихове, 1934);
- „Момина кула“ (поема, 1936);
- „Заплакала е гората“ (стихове, 1937);
- „Пушка пукна из гора зелена“ (поема, 1937);
- „Белият елен“ (приказна поема, 1939);
- „Тракийски песни“ (стихове, 1941);
- „Жадуван свят“ (стихове, 1947);
- „Гласът на времето“ (стихове, 1950);
- „На Странджа баир гората“ (разкази, 1953, 1973);
- „Изминат път“ (избрани стихове и поеми, 1955);
- „Българи глава дигнали“ (повест, 1960);
- „Избрани стихотворения и поеми“ (1962);
- „Из героичното минало на странджанци“ (включваща повестите „Българи глава дигнали“ (1960), „Нашите майки са ясните звездици“ (1965) и „Нашите булки са тънките ни пушки“ (1968).
- „По хълмовете на Странджа“ (избрани произведения, повести, 1971).[2]